# Oropesa del Mar
Oropesa del Mar là một đô thị trong tỉnh Castellón, Cộng đồng Valencia, Tây Ban Nha. Đô thị Oropesa del Mar có diện tích 26,4 km², dân số theo điều tra năm 2010 của Viện thống kê quốc gia Tây Ban Nha là 10.787 người. Đô thị Oropesa del Mar nằm ở khu vực có độ cao 33 mét trên mực nước biển.